# ハレルヤ/エレジー
「ハレルヤ/エレジー」は、日本のロックバンド・Do As Infinityの2作目（通算29作目）の限定販売シングル。

## 概要
- 前作「陽のあたる坂道 [2 of Us]」から約5ヶ月ぶり、フィジカルとしては「Mysterious Magic」から1年7ヶ月ぶりのシングル。また、「under the sun/under the moon」以来16作ぶりの両A面シングルでもある。
- 今作は自主企画プロジェクト『2 of Us』の完結編として制作され、「JIDAISHIN」以来約5年10ヶ月ぶりの一般流通ではなく、ライブ会場、公式ファンクラブ、mu-moショップ限定での流通となっている。そのため、オリコンチャートでは集計対象外となった[1][2]。
- FC限定盤2形態と通常盤の3形態で発売された。FC限定盤には特典としてシリコンバルーンポーチとモバイルチャージャーがそれぞれ同梱された。

## 収録曲
1. ハレルヤ [3:46]
作詞：Tomiko Van
作曲・編曲：Ryo Owatari
この楽曲はメンバーが宅録で制作していく観点から『2 of Us』とし、バンドサウンドにしようとしていたが、スタッフから「『2 of Us』だからアコースティックギターとボーカルで作らないといけない」と指摘され、プロジェクトの言葉の解釈に隔たりが生じたという。しかし、リズム先行で制作していたため、アコースティックギターだけで表現するのは厳しく、苦肉の策として大渡がドラムも演奏している。同様にベースも演奏する予定だったが、「リズムが足りないからドラムだけ載せました」っていうアンバランスさがいいと感じ、意図的にベースのない楽曲となっている[3]。
2. エレジー [4:10]
作詞・作曲・編曲：Ryo Owatari
未発表だった原曲の出来栄えに疑問が残っていた大渡が、この企画を機に制作し直した楽曲で、歌謡曲や演歌の要素を取り入れられている。歌詞にある「今年の春でもう5年が過ぎた…」というフレーズの年数に特に意味合いはなく、パーソナルな内容を出してみたかったという理由と、楽曲のテーマであるやるせない哀しさをしたためたかったという[3]。
3. One or Eight [2 of Us] [3:45]
作詞・作曲：D・A・I
編曲：Ryo Owatari
14thシングルのカップリング曲の2 of Usバージョン。
4. 翼の計画 [2 of Us] [4:00]
作詞・作曲：D・A・I
編曲：Ryo Owatari
10thシングルのカップリング曲の2 of Usバージョン。
5. ハレルヤ (Instrumental)
作曲・編曲：Ryo Owatari
表題1曲目のインストゥルメンタルバージョン。
6. エレジー (Instrumental)
作曲・編曲：Ryo Owatari
表題2曲目のインストゥルメンタルバージョン。
7. One or Eight [2 of Us] (Instrumental)
作曲：D・A・I
編曲：Ryo Owatari
カップリング1曲目のインストゥルメンタルバージョン。
8. 翼の計画 [2 of Us] (Instrumental)
作曲：D・A・I
編曲：Ryo Owatari
カップリング2曲目のインストゥルメンタルバージョン。

## 参加ミュージシャン
Do As Infinity
- 伴都美子：Vocal (#1〜4)
- 大渡亮：Guitar (全曲)、Tambourine & Drums (#1,5)

## 収録アルバム
- Do The B-side 2 (#1,2)[注 1]
- Do The Complete (#1,2)